# Stan Wawrinka
Stanislas "Stan" Wawrinka (Lausana, Suíça, 28 de março de 1985) é um tenista tri-campeão de Grand Slam, tendo vencido o Australian Open 2014, Roland Garros 2015 e US Open 2016 além de ser medalhista de ouro olímpico nas duplas em Beijing 2008 ao lado de Roger Federer.
Além disso, foi finalista de Roland Garros em 2017, quando perdeu na final para Rafael Nadal. Seu nome é de origem polaca, mas apenas por ascendência, já que seu pai é alemão e sua mãe suíça. Iniciou sua profissionalização em 2002.
Durante muito tempo foi o segundo melhor tenista suíço, depois de Roger Federer. Embora em 27 de janeiro de 2014, após a conquista de seu primeiro título em um torneio do Grand Slam, o Open da Austrália, tenha se tornado o número 1 da Suíça, não demorou para que seu compatriota Roger Federer o ultrapassasse novamente.
Em 12 de maio de 2008, entrou pela primeira vez no top 10 do ranking mundial masculino de simples da ATP, ao alcançar a final do Masters 1000 de Roma, que perdeu para o sérvio Novak Djokovic. Já em 27 de janeiro de 2014, após conquistar o Grand Slam do Open da Austrália de 2014, apareceu pela primeira vez no top 3 do ranking mundial masculino de simples da ATP.
Como profissional, o suíço conquistou 18 torneios nível ATP, sendo que 16 deles foram em simples e os outros 2 nas duplas.
Entre suas conquistas destacam-se 3 torneios do Grand Slam - o Open da Austrália de 2014 - onde derrotou Rafael Nadal - o Open da França de 2015 e o Open dos Estados Unidos de 2016 onde em ambos derrotou Novak Djokovic. Antes de vencer seu primeiro título de Grand Slam, o seu melhor resultado em torneios desse nível era a presença nas semifinais do US Open em 2013. Já como juvenil, conquistou o Grand Slam do Open da França em 2003.
Em 2008, em parceria com o compatriota e amigo Roger Federer, conquistou a medalha de ouro nas duplas dos Jogos Olímpicos de Pequim, na China, ao vencer o dueto sueco formado por Simon Aspelin e Thomas Johansson na decisão, por 6/3, 6/4, 6/7(4) e 6/3.
Por três vezes foi finalista em simples de torneios ATP Masters 1000. E dessas finais ganhou um título, o do Masters 1000 de Monte Carlo de 2014. Onde foi campeão batendo o compatriota Roger Federer na final. Já nas duplas, em parceria com Federer, foi vice-campeão do Masters 1000 de Indian Wells de 2011.
No final da temporada de 2014, junto com os compatriotas Roger Federer, Marco Chiudinelli e Michael Lammer, levou seu país, que é a Suíça, ao título da Copa Davis.
Nas temporadas de 2013, 2014 e 2015 foi semifinalista na chave de simples do ATP Finals (antigo Tennis Masters Cup).
Durante a sua carreira como profissional é considerado como um dos mais completos tenistas do circuito ATP, batendo-se muito bem em todas as superfícies. O ex-tenista profissional norte-americano John McEnroe, que já foi número um do mundo e ganhou vários torneios do Grand Slam tanto em simples quanto em duplas, declarou que Wawrinka é um dos jogadores mais poderosos que viu e o melhor com o braço direito.
Ele usa como apelido a 2 nomes bem conhecidos no circuito: “Stan” ou “Stanimal”. Pois no primeiro semestre de 2014, o jogador solicitou a Associação dos Tenistas Profissionais (ATP) a mudança de seu nome de apresentação no circuito, reduzindo o primeiro nome ao apelido de “Stan”, a ser usado nos jogos e coletivas de imprensa. O pedido foi efetivado no Torneio de Roland Garros do mesmo ano.

## Vida Pessoal
Nome de origem polonesa, mas apenas por ascendência, já
que seu pai é alemão e sua mãe suíça, além de avós tchecos. Wawrinka
usa como apelido 2 nomes bem conhecidos no circuito: “Stan” ou “Stanimal”. O sobrenome Wawrinka é do avô paterno que se radicou na Suíça após deixar a então Checoslováquia em 1946. O pai de Stan, Wolfram Wawrinka, é um produtor rural e assistente social e sua mãe, Isabelle, é uma ex-educadora que assumiu a gerência da fazenda da família, "Ferme du Chateau", próxima a Lausana. A fazenda além de produzir produtos agrícolas ajuda a recuperar pessoas com depressão e drogadição, seja de álcool ou substancias narcóticas.
Em 2015, a boa fase de Stanislas Wawrinka não ficou somente dentro de quadra, pois o suíço posou pelado para edição de julho da revista americana Magazine Body Issue.

## Carreira

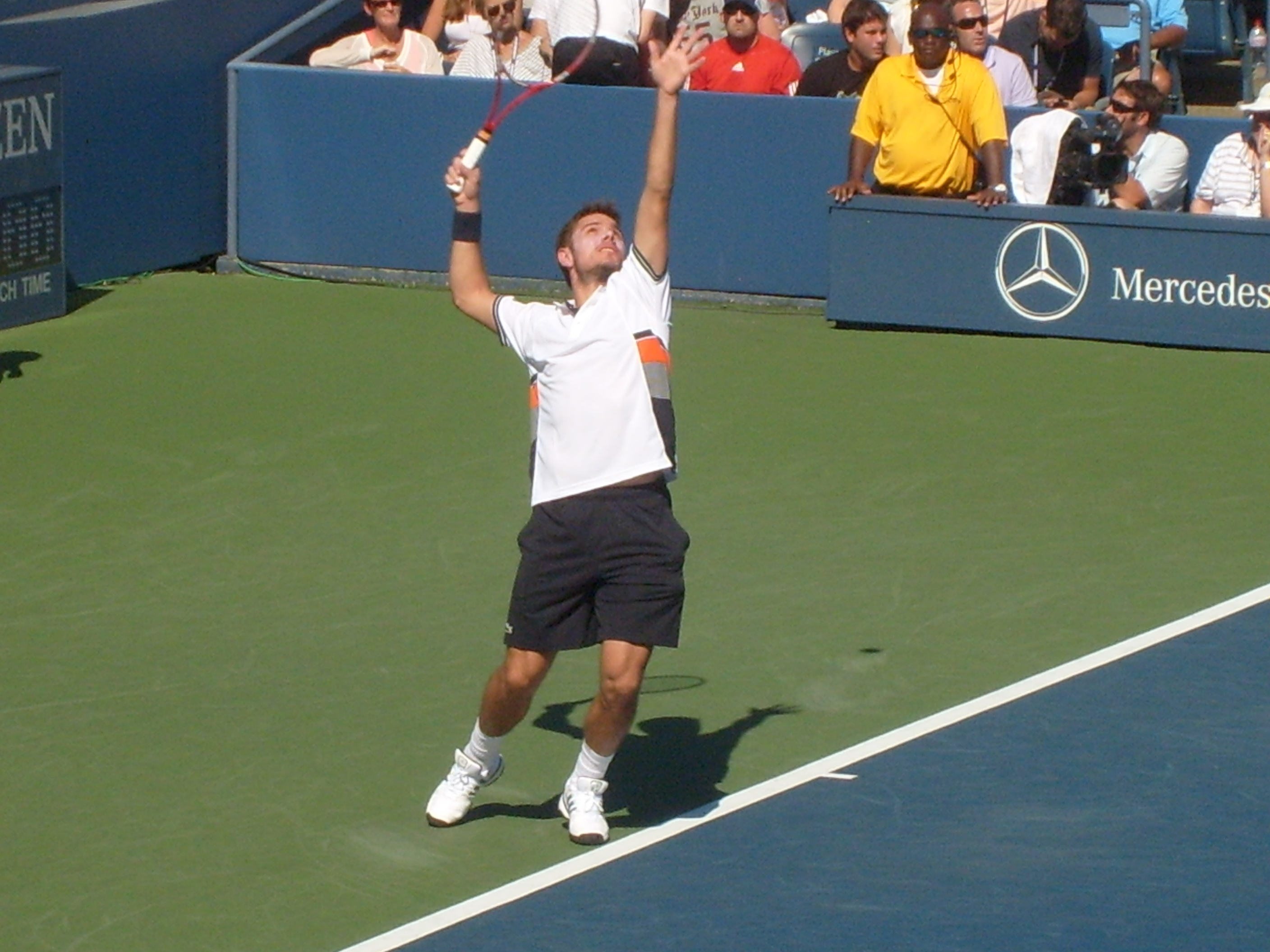
Wawrinka sacando

### 2004
No início da temporada de 2004, Stanislas Wawrinka foi eliminado na primeira rodada do ATP de Adelaide, na Austrália, ao perder para o britânico Greg Rusedski por 2 sets a 0, com parciais de 4/6 e 2/6.
Em fevereiro, Wawrinka jogou nas oitavas de final da Copa Davis pela Suíça. E ele perdeu para o romeno Victor Hanescu pelas parciais de 3/6, 7/6(3) e 3/6. Mas mesmo com a derrota de Wawrinka, a Suíça conseguiu a classificação às quartas de final da Copa Davis daquele ano ao vencer o confronto contra a Romênia por 3 a 1.
No final de abril de 2004, Stan Wawrinka é eliminado na primeira rodada do ATP de Barcelona, na Espanha, ao perder por 2 sets a 0, com parciais de 6/7(2) e 0/6, para o espanhol Félix Mantilla, este então número 36 do ranking mundial e 15º cabeça-de-chave do torneio.
No início de julho de 2004, Wawrinka foi eliminado na primeira rodada do ATP de Gstaad, na Suíça, ao perder para o espanhol Rubén Ramírez Hidalgo, por 2 sets a 0, com parciais de 6/7(5) e 4/6.
Em seguida, próximo a meados de julho de 2004, atuando ao lado do compatriota Marc Rosset, o suíço Stan Wawrinka foi vice-campeão em duplas do ATP de Gstaad na Suíça. Onde na decisão do torneio eles perderam para a dupla formada por Leander Paes e David Rikl em sets diretos, pelas parciais de 4/6 e 2/6.
Ainda em julho de 2004, o suíço Stanislas Wawrinka, então com 19 anos de idade e 153º do ranking mundial de simples, foi eliminado na primeira rodada do ATP de Umag, na Croácia, ao perder para o brasileiro Flávio Saretta por 2 sets a
0, com parciais de 3/6 e 1/6.
No final de outubro de 2004, Wawrinka perdeu a chance de se classificar as oitavas de final do ATP da Basileia, na Suíça, ao perder por 2 sets a 1 e parciais de 6/7(6), 7/5 e 4/6 para o espanhol Tommy Robredo, este então 12º colocado do ranking mundial e quinto cabeça-de-chave do torneio.

### 2005
É em 2005 que o suíço Stan Wawrinka aumenta seu nível, pois pela primeira vez ele chegou as quartas de final de um torneio ATP. E isso aconteceu no ATP de Barcelona, na Espanha, onde ele teve vitórias sobre Guillermo García-López, Paradorn Srichaphan e José Acasuso, mas foi impedido de chegar a semifinal do torneio ao ser derrotado pelo tcheco Radek Stepanek em dois sets nas quartas de final.
Depois, Wawrinka fez sua estreia em torneios ATP Masters. E isso aconteceu no Masters de Roma, na Itália. Onde durante o torneio derrotou o tenista tcheco Tomas Berdych, e alcançou à segunda rodada da competição.
Depois disso, Wawrinka foi a Paris, na França, para jogar o Grand Slam de Roland Garros. Onde
passou pelas duas primeiras rodadas do torneio ao vencer Nicolás Massú e James Blake. Mas na sequência foi eliminado na terceira rodada do Grand Slam francês ao perder para Mariano Puerta, este que seria futuro finalista do torneio de Roland Garros daquele ano.
No final do mês de junho de 2005, Stanislas Wawrinka foi a Londres, no Reino Unido, para disputar o Grand Slam de Wimbledon, este disputado em quadras de grama. Mas o suíço não foi longe em sua primeira aparição no Grand Slam inglês, pois foi eliminado na primeira rodada do torneio ao ser derrotado para o tenista francês Fabrice Santoro em quatro sets.
Em seguida, no mês de julho, o suíço Stanislas Wawrinka chegou a sua primeira final em torneios de nível ATP. E isso aconteceu em seu pais de nascimento, a Suíça, no ATP de Gstaad. Mas na decisão do torneio perdeu o título da competição ao ser derrotado pelo argentino Gastón Gaudio por 2 sets a 0, e parciais de 4/6 e 4/6.
Posteriormente, Wawrinka passou pelas duas primeiras rodadas do último Grand Slam do ano, o US Open, nos Estados Unidos, ao vencer os tenistas Rajeev Ram e Mariano Puerta. Mas em seguida, é eliminado na terceira rodada ao perder para o chileno Nicolás Massú em três sets. No US Open, Wawrinka também disputou a chave de duplas, mas foi eliminado na primeira rodada.
Em setembro, Wawrinka disputou a Copa Davis pela equipe da Suíça. E perdeu dois jogos difíceis contra tenistas da Holanda, onde em seu primeiro jogo, perdeu em quatro sets, para Peter Wessels, por 3 sets a 1, com parciais de 6/7(12), 7/6(4), 6/7(7) e 4/6. Já no segundo jogo sofreu uma derrota para Sjeng Schalken, por 3 sets a 2, com parciais de 6/1, 2/6, 4/6, 6/2 e 7/9. Mas depois, Wawrinka ajudou a Suíça a voltar ao Grupo Mundial da Copa Davis ao derrotar os britânicos Andy Murray e Alan Mackin na repescagem.
Já no final do mês de outubro de 2005, o suíço Stanislas Wawrinka jogou o Masters de Paris, este disputado na França. Porém ele é eliminado na segunda rodada do torneio francês.
O suíço Stanislas Wawrinka terminou a temporada de 2005 com o vice-campeonato do torneio Challenger de Andrézieux, na França. Onde perdeu o título da competição para o tenista francês Thierry Ascione.

### 2006: primeiro título em simples da ATP
No início do ano de 2006, o suíço Stanislas Wawrinka alcançou às semifinais do torneio ATP de Auckland, na Nova Zelândia. Mas foi impedido de chegar a final da competição ao ser derrotado pelo croata Mario Ancic por 2 sets a 0, com parciais de 3/6 e 1/6, em apenas uma hora e 19 minutos de partida.
Em meados de fevereiro, ele ganhou dois jogos da Copa Davis. Onde no primeiro jogo venceu o australiano Chris Guccione por 3 sets a 1, com parciais de 7/5, 3/6,
6/4 e 7/6(6). Já no segundo jogo derrotou o australiano Peter Luczak também por 3 sets a 1, porém as parciais foram 6/4, 6/2, 6/7(7) e 6/2. Mas apesar de suas duas vitórias, a Suíça perdeu o confronto diante da Austrália por 3 a 2, em duelo válido pela primeira rodada do Grupo Mundial da Copa Davis.
No final de abril, Wawrinka alcançou às semifinais do ATP de Barcelona, na Espanha. Porém foi impedido de chegar a decisão do torneio ao perder na semifinal para o espanhol Tommy Robredo em sets diretos, por um duplo 6/4.
Posteriormente, Wawrinka foi a Paris, na França, para jogar o Grand Slam de Roland Garros, este disputado em quadras de saibro. Mas caiu na primeira rodada da chave de simples do Grand Slam francês. Eliminado em simples, Wawrinka continuou vivo na competição na chave de duplas. Mas também não foi longe, pois caiu na terceira rodada.
Na sequência, Wawrinka disputou o ATP de Gstaad, na Suíça, onde no ano anterior havia chegado à final da competição. Mas ele perdeu na primeira rodada do torneio para o tenista romeno Andrei Pavel.
Entre o final de junho e o início de julho, disputou o Grand Slam de Wimbledon, em Londres. Onde depois de vencer o croata Ivo Karlovic na estreia e o argentino Agustín Calleri na segunda rodada, Wawrinka perdeu na terceira rodada do Grand Slam inglês, por 3 sets a 1, e parciais de 6/7(5), 7/6(5), 1/6 e 3/6, para o croata Mario Ancic, este então sétimo cabeça de chave do torneio. Em Wimbledon, Wawrinka também disputou a chave de duplas, mas foi eliminado na primeira rodada.
No final de julho, Wawrinka conquistou o ATP de Umag, na Croácia. Esse foi seu primeiro título ATP de simples na carreira. E ele foi conquistado após o sérvio Novak Djokovic
desistir do confronto na decisão por causa de uma lesão no ombro. Onde Djokovic vencia o tiebreake do primeiro set por 3 a 1 quando pediu o
auxílio médico. Entretanto, o tenista sérvio não conseguiu prosseguir no jogo mesmo após
o atendimento.
Em meados de agosto, pelo Masters de Cincinnati, nos Estados Unidos, Wawrinka tem um bom desempenho na segunda rodada da competição ao
vencer o argentino, então Top 5, David Nalbandian. Mas na sequência do torneio é eliminado nas oitavas de
final do torneio pelo chileno Fernando González, por 2 sets a 0, e parciais de 6/7(2) e 5/7, em 1 hora e 55 minutos de jogo.
Entre o final de agosto e o início de setembro de 2006, Stan Wawrinka disputou o último Grand Slam do ano, o US Open, nos Estados Unidos. Onde na primeira rodada do torneio passou pelo argentino Juan Ignacio Chela, de virada, por 3 sets a 1, com parciais de 6/7(3), 6/4, 6/4 e 6/4. Na sequência, pela segunda rodada, enfrentou o tenista da Suécia Robin Soderling. E o sueco chegou a liderar por 2 sets a 0 e teve match-points na terceira parcial a favor. Mas não aproveitou as chances e Wawrinka acabou vencendo a partida, com direito a "pneu" e de virada, por 3 sets a 2, e parciais de 6/7(4), 2/6, 7/6(4), 6/0 e 6/1. Mas em seguida, o suíço é eliminado na terceira rodada do US Open ao perder para o espanhol Tommy Robredo.
Em meados de outubro de 2006, Stan Wawrinka foi eliminado nas quartas de final do ATP de Viena, na Áustria, ao perder por 2 sets a 0, com parciais de 3/6 e 2/6, para o croata Ivan Ljubicic, este então primeiro cabeça-de-chave do torneio austríaco.
Já no final de outubro de 2006, chegou as semifinais do ATP da Basileia, na Suíça. E se Wawrinka chegasse a final, ele enfrentaria o compatriota e amigo Roger Federer na disputa pelo título. Porém foi impedido de chegar a decisão do torneio suíço ao perder para o chileno Fernando Gonzalez, em sets diretos, por 4/6 e 4/6.
Ainda em outubro de 2006, em virtude dos desempenhos que vinha apresentando na temporada, o suíço Stanislas Wawrinka alcançou a 29ª colocação do ranking mundial masculino de simples da ATP.

### 2007
O suíço Stanislas Wawrinka não teve um bom iniciou de temporada em 2007, pois o mesmo foi eliminado logo nas estreias dos torneios ATPs de Doha, no Qatar, e Auckland, este último na Nova Zelândia.
Mas na sequência, jogando pelo Grand Slam do Open da Austrália, o suíço Stanislas Wawrinka derrotou Kevin Kim na primeira rodada do torneio por 6/1, 2/6, 6/4 e 6/2 e Paul Capdeville na segunda rodada por 6/4, 6/3 e 6/2 para chegar à terceira rodada do Grand Slam Australiano. Porém não passou daí, pois foi eliminado pelo espanhol Rafael Nadal por um triplo 3/6.
Logo depois, no início de fevereiro, durante uma sessão de treino, Wawrinka rompeu o ligamento lateral interno do joelho direito e ficou afastado das quadras, desfalcando a Suíça no confronto com a
Espanha, pela primeira rodada do Grupo Mundial da Copa Davis.
Recuperado, Stan Wawrinka retornou ao circuito mundial de tênis em maio, no Masters de Roma, na Itália, mas perdeu na primeira rodada do torneio para o espanhol Albert Montañés, de virada, por 2 sets a 1, com parciais de 6/3, 1/6 e 6/7(3).
Depois, Stanislas Wawrinka caiu na primeira rodada do Masters de Hamburgo, na Alemanha. Onde o suíço foi derrotado pelo espanhol Juan Carlos Ferrero na estreia do torneio, por 2 sets a 0, com parciais de 1/6 e 6/7(5).
Em seguida, Wawrinka foi para a Áustria, onde disputou o ATP de Pörtschach. E o suíço mais uma vez perdeu na primeira rodada de um torneio, pois foi derrotado pelo argentino Diego Hartfield por 2 sets a 0, com parciais de 2/6 e 4/6. Com essa nova derrota, ele foi para Paris jogar o Open da França sem uma única vitória desde o seu retorno ao circuito profissional.
Na sequência, o suíço disputou o Grand Slam do Open da França. E na primeira rodada travou uma batalha contra o espanhol Rubén Ramírez Hidalgo. Onde depois de perder
os dois primeiros sets da partida, Wawrinka se recuperou e venceu o jogo em 5 sets. Já na segunda rodada, ele encarou o croata Ivan Ljubicic. Mas não conseguiu êxito durante a partida e perdeu o jogo em quatro sets.
No final de junho de 2007, Stanislas Wawrinka foi a Londres, no Reino Unido, para jogar o Grand Slam de Wimbledon, este disputado em quadras de grama. Mas o tenista suíço não foi longe no torneio, pois foi eliminado logo na fase inicial da competição para o tenista francês Michael Llodra. Em Wimbledon, Wawrinka também disputou a chave de duplas, mas foi eliminado na primeira rodada.
Logo depois, no final de julho, ele foi finalista do ATP de Stuttgart, na Alemanha. Onde durante essa competição, Wawrinka derrotou bons tenistas como Guillermo Cañas e Juan Ignacio Chela. Mas mesmo assim, ficou com o vice-campeonato do torneio, pois na final perdeu para o espanhol Rafael Nadal por 2 sets a 0, com parciais de 4/6 e 5/7, em 2 horas e 08 minutos de partida.
Depois, no início de setembro, jogou o Grand Slam do US Open, nos Estados Unidos. Onde derrotou Evgeny Korolev, Marat Safin e Robby Ginepri para chegar as oitavas de final do torneio. Mas parou aí, pois foi eliminado da competição ao perder para o argentino Juan Ignacio Chela, este então número 22 do ranking mundial, de virada, por 3 sets a 2, com parciais de 6/4, 2/6, 6/7(6), 6/1 e 4/6.
Ainda em setembro, em duelo válido pela Copa Davis, o tcheco Radek Stepanek superou Stanislas Wawrinka por 3 sets a 0, e pelas parciais de 6/7(3), 3/6 e 6/7(4). Com essa derrota do suíço, a República Tcheca venceu o confronto contra a Suíça por 3 a 2.
Em outubro de 2007, o suíço Stanislas Wawrinka foi vice-campeão do ATP de Viena na Áustria. Onde ele perdeu na final do torneio para o sérvio Novak Djokovic por dois sets a zero e pelas parciais de 4/6 e 0/6.

### 2008
Em janeiro de 2008, o suíço Stanislas Wawrinka foi vice-campeão do ATP de Doha, no Qatar. Onde ele perdeu na final do torneio para o escocês Andy Murray por 2 sets a 0, com parciais de 4/6, 6/4 e 2/6.
No início de maio, Stan Wawrinka foi semifinalista do ATP de Barcelona, na Espanha. Mas perdeu a chance de ir a final do torneio ao ser derrotado pelo espanhol David Ferrer por 2 sets a 0, com parciais de 6/7(8) e 3/6.
Em março, alcançou as quartas de final do Masters de Indian Wells, nos Estados Unidos. Porém Wawrinka parou aí, pois não conseguiu avançar às semifinais porque perdeu para o sérvio Novak Djokovic por 6/7(5) e 2/6.
Na semana seguinte, em 12 de maio de 2008, o suíço Stanislas Wawrinka entrou pela primeira vez no top 10 do ranking mundial masculino de simples da ATP, ao alcançar a final do Masters de Roma, na Itália. Mas perdeu na decisão do torneio, de virada, para o sérvio Novak Djokovic, por 6/4, 3/6 e 3/6.
No final de junho, disputou o Grand Slam de Wimbledon, em Londres. E cabeça de chave número 11 do torneio, Wawrinka fez boa campanha no Grand Slam inglês, pois passou por exemplo por Juan Martin Del Potro na segunda rodada, e chegou as oitavas de final do torneio. Mas foi impedido de avançar na competição ao perder para o russo Marat Safin por 3 sets a 1, com parciais de 6/4, 6/3, 5/7 e 6/1, e em 2 horas e 40 minutos.
Depois, já em julho, o tenista romeno Victor Hanescu calou a torcida suíça no ATP de Gstaad, na Suíça, ao eliminar o suíço Stanislas Wawrinka nas semifinais da competição suíça. Onde Hanescu, este então 80º colocado do ranking mundial de simples, derrotou Wawrinka, que era o número dez do ranking mundial de simples e principal favorito do torneio suíço, por 2 sets a 1, e parciais de 3/6, 6/3 e 4/6, em 2 horas e 03 minutos de jogo. Este foi o segundo jogo entre eles e o segundo triunfo do tenista romeno sobre o suíço, já que ele também havia derrotado Wawrinka em partida válida pela Copa Davis de 2004. Ainda em julho de 2008, jogando ao lado do compatriota Stéphane Bohli, Wawrinka foi vice-campeão em duplas do ATP de Gstaad, na Suíça. Onde perdeu na final do torneio suíço, de virada, para a dupla formada Jaroslav Levinský e Filip Polášek, por 6/3, 2/6 e 9-11.
No final de julho, o suíço Stanislas Wawrinka, foi cabeça-de-chave número 9 do Masters de Toronto, no Canadá. E durante o torneio venceu o russo Marat Safin, por 2 sets a 0, com parciais de 6/3 e 6/4. Mas na sequência, pelas oitavas de final, caiu para o escocês Andy Murray por 2 sets a 1, com parciais de 2/6, 6/0 e 4/6.
Em agosto de 2008, em parceria com seu compatriota e amigo Roger Federer, Wawrinka conquistou a medalha de ouro nas duplas dos Jogos Olímpicos de Pequim na China. Onde na final ele e Federer venceram o dueto sueco formado por Simon Aspelin e Thomas Johansson, pelas parciais de 6/3, 6/4, 6/7(4) e 6/3.

### 2009
No início da temporada, em janeiro de 2009, atuando ao lado do compatriota Jean-Claude Scherrer, Stan Wawrinka foi vice-campeão em duplas do ATP de Chennai na India. Onde na final do torneio perdeu para a dupla formada pelos norte americanos Eric Butorac e Rajeev Ram por 2 sets a 0, com parciais de 3/6 e 4/6.
Em meados de março, jogou o Masters 1000 de Indian Wells nos Estados Unidos. Mas o suíço Stan Wawrinka foi eliminado nas oitavas de final ao perder em dois tiebreaks e, após 2 horas e 28 minutos, para o sérvio Novak Djokovic.
Em meados de abril, Stanislas Wawrinka disputou o Masters 1000 de Monte Carlo, em Mônaco. E durante o torneio, logo após sua estreia, venceu o compatriota Roger Federer por 2 sets a 0, com parciais de 6/4 e 7/5, pelas oitavas de final. Finalista nos três anos anteriores em Mônaco, Federer perdeu para Wawrinka
em uma hora e 50 minutos de jogo. Essa foi a primeira vitória de Wawrinka sobre Federer, com quem foi campeão de duplas nos Jogos Olímpicos de Pequim na China. Após eliminar Roger Federer, ele derrotou o alemão Andreas Beck nas quartas de final por 6/2 e 6/4 e desafiou o sérvio Novak Djokovic na semifinal. Onde Djokovic sofreu, mas conseguiu sua vaga na final do Masters 1000 de Monte Carlo, disputado em quadras de saibro, ao derrotar de virada o suíço Stanislas Wawrinka por 2 sets a 1, parciais de 6/4, 1/6 e 3/6, em 2 horas e 26 minutos de partida.
No final do mês de junho, Stanislas Wawrinka foi a Londres, no Reino Unido, para disputar o Grand Slam de Wimbledon, este disputado em quadras de grama. E o suíço Stanislas Wawrinka fez boa campanha no Grand Slam inglês ao chegar as oitavas de final do torneio. Mas foi impedido de avançar na competição ao perder para o tenista escocês Andy Murray.
No final de julho, o suíço Stanislas Wawrinka disputou o ATP de Gstaad, na Suíça. E ele, então na 24ª colocação do ranking mundial e cabeça de chave n° 1 do torneio, foi surpreendido nas oitavas de final pelo tenista brasileiro Thomaz Bellucci, este então número 119 do ranking mundial, e perdeu por 2 sets a 0, com parciais de 4/6 e 4/6, em 1 hora e 14 minutos de jogo.

### 2010
Wawrinka começou sua temporada de 2010, chegando à final do ATP de Chennai na India. Mas perdeu o título para Marin Čilić em dois tie-breaks (6/7(2) e 6/7(3). Esta foi a quinta derrota consecutiva de Wawrinka em uma final de torneio ATP. Depois, ele chegou à terceira rodada do Grand Slam do Open da Austrália, onde perdeu novamente para o croata Marin Čilić.
No final de março, Wawrinka voltou para o circuito ATP Tour no Masters 1000 de Miami, nos Estados Unidos, depois que sua esposa deu à luz sua filha, onde derrotou o tenista sul-africano Kevin Anderson, antes de perder para o russo Mikhail Youzhny na terceira rodada.
Em abril, Wawrinka começou sua temporada de saibro no ATP de Casablanca no Marrocos. E depois de um bye na primeira rodada, ele venceu o qualifier eslovaco Martin Klizan na segunda rodada. Na sequência, pelas quartas de final, ele derrotou facilmente o marroquino Reda El Amrani em dois sets. Depois pelas semifinais, derrotou o italiano Potito Starace em três sets para avançar para a sua segunda final de torneios ATP em 2010. Já na final, ele derrotou o romeno Victor Hănescu em dois sets (6/2 e 6/3) e ganhou seu segundo título ATP de simples na carreira. Com esta conquista, Wawrinka voltou a vencer uma decisão de torneio ATP depois de cinco derrotas consecutivas em finais e também acabou com um jejum de títulos que durava quase 4 anos.
Já no saibro do Masters 1000 de Monte Carlo em Mônaco, ele derrotou o romeno Victor Hănescu na primeira rodada em uma repetição da final do ATP de Casablanca. Depois ele venceu o letão Ernests Gulbis para avançar para a terceira rodada. Mas parou aí, pois foi derrotado pelo sérvio Novak Djokovic. Ainda jogando no saibro, Wawrinka chegou às quartas de final do Masters 1000 de Roma, na Itália, onde perdeu para o espanhol Rafael Nadal, e às semifinais do ATP 250 de Belgrado, na Sérvia, onde perdeu para o norte-americano John Isner.
Depois, Wawrinka fez boa campanha no Grand Slam de Roland Garros, na França. Onde como 20º cabeça de chave do torneio, ele chegou às oitavas de final sem perder nenhum set. E para isso acontecer ele derrotou o tcheco Jan Hájek na primeira rodada, o alemão Andreas Beck na segunda rodada e o italiano Fabio Fognini na terceira rodada. Mas na sequência foi impedido de avançar na competição de saibro parisiense ao perder para o compatriota Roger Federer.
Na sequência Wawrinka disputou a temporada de quadras de grama. Mas ele não teve sorte e foi eliminado logo na primeira rodada do tradicional Grand Slam de Wimbledon, em Londres, no Reino Unido.
Em outubro, então número 21 do mundo, Wawrinka retornou ao circuito no Masters de Xangai, estreando com vitória. Longe das quadras desde as quartas de final do US Open, ele derrotou o francês Gilles Simon em sets diretos, parciais 6/4 e 6/1, em apenas 1h15 de partida. Mas em seguida despediu-se do torneio pois parou em Rafael Nadal.
Depois Wawrinka passou a ser treinado pelo sueco Peter Lundgren (ex-treinador dos ex-n° 1 mundial Marcelo Ríos, Marat Safin e Roger Federer). E a parceria com Lundgren logo mostrou seus benefícios, pois no Grand Slam do US Open, nos Estados Unidos, Wawrinka alcançou as quartas de final, batendo inclusive o escocês Andy Murray, então quarto favorito do torneio, ao longo do caminho.

### 2011
Stan Wawrinka começou 2011 de forma impressionante, pois derrotou o então Número 6 do mundo Tomáš Berdych no caminho para conquistar o título do ATP 250 de Chennai, na India. Onde Wawrinka bateu Xavier Malisse na final do torneio indiano em três sets (7/5, 4/6 e 6/1).
Em seguida, Wawrinka avançou para as quartas de final do Grand Slam do Open da Austrália, após derrotar o norte-americano Andy Roddick. Mas parou aí, pois perdeu na sequência o duelo suíço contra o compatriota e amigo Roger Federer.
Na sequência, atuando ao lado do compatriota e amigo Roger Federer, Wawrinka foi vice-campeão em duplas do Masters 1000 de Indian Wells, nos Estados Unidos. Onde perdeu na final para a dupla formada por Alexandr Dolgopolov e Xavier Malisse por 4/6, 7/6 e 7/10.
Posteriormente, Wawrinka também fez boa campanha no Grand Slam de Roland Garros, na França, onde derrotou o tenista francês Jo-Wilfried Tsonga na terceira rodada. Mas em seguida, foi derrotado por Roger Federer mais uma vez. Depois, Wawrinka foi derrotado pelo italiano Simone Bolelli na segunda rodada do tradicional Grand Slam de Wimbledon, em Londres, no Reino Unido, e pelo norte-americano Donald Young na mesma fase no Grand Slam do US Open, nos Estados Unidos.
Em setembro de 2011, Wawrinka anunciou que não era mais treinado pelo sueco Peter Lundgren (ex-treinador dos ex-N° 1 mundial Marcelo Ríos, Marat Safin e Roger Federer). Ele jogou o resto da temporada sem um treinador. Mesmo assim, no ATP da Basiléia, na Suíça, Wawrinka chegou às semifinais do torneio suíço após derrotar o alemão Florian Mayer nas quartas de final. Mas em uma semifinal suíça, ele foi derrotado pelo compatriota e amigo Roger Federer em dois sets.

### 2012
Wawrinka começou a temporada de 2012 disputando o ATP 250 de Chennai na India, onde chegou às quartas de final do torneio, antes de ser derrotado pelo tenista japonês Go Soeda. No Grand Slam do Open da Austrália, Wawrinka chegou à terceira rodada depois de derrotar o francês Benoît Paire e o cipriota Marcos Baghdatis. Mas parou aí ao perder para o tenista espanhol Nicolás Almagro.
Em fevereiro jogando pela Copa Davis contra o norte-americano Mardy Fish, ele perdeu em cinco sets. Depois, ainda em fevereiro, alcançou as semifinais dos ATPs 250 de Buenos Aires e Acapulco, onde perdeu para os espanhóis Nicolás Almagro e Fernando Verdasco, respectivamente.
No saibro do Masters 1000 de Monte Carlo em Mônaco, ele derrotou Feliciano López, Pablo Andújar, e Nicolás Almagro para chegar às quartas de final. Porém foi impedido de avançar na competição ao perder para o futuro campeão do torneio e então No. 2 do mundo, Rafael Nadal. Já nas duplas, ele se uniu com o sérvio Viktor Troicki, e juntos chegaram às quartas de final.
No ATP 250 do Estoril Open, em Portugal, Wawrinka chegou às semifinais da competição. Porém não conseguiu alcançar à final do torneio português, pois foi derrotado pelo tenista argentino Juan Martín del Potro.
Depois, Wawrinka derrotou os tenistas Flavio Cipolla, Pablo Andújar, e Gilles Simon para alcançar à quarta rodada do Grand Slam de Roland Garros, na França. Entretanto parou aí, pois foi derrotado pelo tenista francês Jo-Wilfried Tsonga.
Wawrinka, em seguida, teve uma série de derrotas nas primeiras rodadas de Wimbledon, Gstaad e nos Jogos Olímpicos de Verão, onde neste último torneio perdeu para o futuro medalhista de ouro Andy Murray. Ele foi porta-bandeira da Suíça durante os Jogos Olímpicos de Verão de 2012. E assim como em 2008, ele também se associou com o compatriota Roger Federer para jogar as duplas dos Jogos Olímpicos, mas eles foram eliminados na segunda rodada.
Depois ele alcançou às semifinais do Masters 1000 de Cincinnati, os Estados Unidos, onde foi derrotado pelo compatriota e amigo Roger Federer, este o futuro campeão do torneio. Wawrinka novamente também jogou nas duplas, mas dessa vez com o finlandês Jarkko Nieminen, e eles foram eliminados na segunda rodada.
No Grand Slam do US Open, nos Estados Unidos, Wawrinka chegou à quarta rodada do torneio, mas parou aí ao ser eliminado pelo tenista sérvio Novak Djokovic devido a encontrar-se doente.

### 2013
No início da temporada de 2013, ao derrotar facilmente o esloveno Aljaz Bedene nas quartas de final do ATP 250 de Chennai na India, por 2 sets a 0 e parciais de 6/2 e 6/1, o suíço Stanislas Wawrinka entrou para a história do tênis de seu país. Ele se juntou a seleta lista de tenistas com 300 vitórias na carreira, que inclui também os conterrâneos Marc Rosset e Jacob Hlasek, além do gigante Roger Federer.
Ainda no ATP 250 de Chennai, na India, atuando ao lado do francês Benoit Paire, foi campeão em duplas do torneio. Onde na decisão eles venceram a parceria alemã formada por Andre Begemann e Martin Emmrich por 6-2 e 6-1.
Depois, disputou o Grand Slam do Open da Austrália. Onde depois de travar uma batalha de 5 horas contra o
sérvio Novak Djokovic, o suíço Wawrinka perdeu por 3 sets a 2 (parciais de
1/6, 7/5, 6/4, 6/7 (7/5) e 12/10) e foi eliminado nas oitavas de final do primeiro Grand Slam da temporada.
Já em fevereiro, foi vice-campeão do ATP 250 de Buenos Aires. Na final, ele perdeu o título para o espanhol David Ferrer, que o derrotou na decisão por 2 sets a 1, com parciais de 6/4, 3/6 e 6/1.
No início de maio, o suíço, então 16º do ranking mundial, sagrou-se campeão no ATP do Estoril Open, em Portugal, ao bater o espanhol David Ferrer, então 4º do ranking mundial, em apenas dois sets, com parciais de 6/1 e 6/4.
Ainda em maio, o suíço alcançou a final do Masters 1000 de Madrid na Espanha. Porém, na decisão do torneio ele perdeu o título para o espanhol Rafael Nadal pelo placar de 2 sets a 0 e parciais de 2-6 e 4-6.
Depois, o suíço Stanislas Wawrinka fez boa campanha no Grand Slam de Roland Garros, na França, e chegou as quartas de final do torneio. Mas foi impedido de avançar as semifinais ao perder para o espanhol Rafael Nadal em três sets, pelas parciais de 2/6, 3/6 e 1/6.
Na sequência, no final de junho de 2013, Stan Wawrinka chegou a sua primeira final em superfície de grama no ATP 250 de 's-Hertogenbosch, nos Países Baixos, torneio este preparatório para Wimbledon. Mas em dois sets foi derrotado na final pelo francês Nicolas Mahut, com parciais de 6/3 e 6/4.
Na semana seguinte, ainda no final do mês de junho de 2013, o suíço Stanislas Wawrinka foi eliminado na primeira rodada do Grand Slam de Wimbledon, em Londres, no Reino Unido, ao ser derrotado por 3 sets a 0 e, pelas parciais de 4/6, 5/7 e 3/6, para o tenista australiano Lleyton Hewitt, este ex-número 1 do mundo e então 70° colocado do ranking mundial de simples.
Entre o final de agosto e o início de setembro, o suíço Stanislas Wawrinka disputou o Grand Slam do US Open. E ele venceu na estreia da competição ao tcheco Radek Stepanek, por 3 sets a 0, e pelas parciais de 7/6(2), 6/3 e 6/2. Em seguida, em duelo válido pela segunda rodada, soube contornar o poderoso saque do croata Ivo Karlovic. Pois o suíço passou pelo tenista da Croácia em sets diretos, por 7/5, 7/6(8) e
6/4. Na sequência, pela terceira rodada, travou batalha de quatro sets contra o cipriota Marcos Baghdatis,
triunfando com parciais de 6/3, 6/2, 6/7(1) e 7/6(7), em 3 horas e 21 minutos de confronto. Logo depois, venceu de virada o tcheco Tomas Berdych, em jogo válido pelas oitavas de final, por 3 sets a 1 e parciais de 3/6, 6/1, 7/6 e 6/2, em 2 horas e 47 minutos de partida. Depois, nas quartas de final, ele surpreendeu ao derrotar o escocês Andy Murray, que defendia o título do Grand Slam norte-americano, por 3 sets a 0, parciais de 6/4, 6/3 e 6/2, em duas horas e 15 minutos de partida. Já na semifinal, ele enfrentou o sérvio Novak Djokovic. E os dois tenistas travaram uma batalha repleta de vibrações, erros e ataques de irritação de ambos os lados. Mas, ao final de 4 horas e 09 minutos de partida, Djokovic levou a melhor. Pois o sérvio foi buscar o empate duas vezes e eliminou Wawrinka do US Open ao vencer, de virada, por 3 sets a 2, com parciais de 6/2, 6/7(4), 6/3, 3/6 e 4/6. E com essa campanha, Stan Wawrinka, à época então com 28 anos, alcançou pela primeira vez na sua carreira um melhor desempenho que seu compatriota, Roger Federer, em um torneio do Grand Slam.
No final da temporada, ele estava entre os tenistas com melhor ranking do ano. E com isso disputou o ATP World Tour Finals de 2013, em Londres. Onde Wawrinka chegou as semifinais do torneio, mas foi eliminado pelo sérvio Novak Djokovic por um duplo 3/6.

### 2014: campeão doGrand Slam do Open da Austráliae doMasters 1000 de Monte Carlo
Wawrinka Iniciou a temporada de 2014 sendo campeão do ATP 250 de Chennai na India. Onde na final do torneio, ele venceu o francês Édouard Roger-Vasselin por 2 sets a 0, e pelas parciais de 7/5 e 6/2.
Ainda no mês de janeiro, Stan Wawrinka jogou o Grand Slam do Open da Austrália. Onde então cabeça de chave número 8 do torneio, o suíço em sua campanha ganhou na primeira rodada para Andrey Golubev (do Cazaquistão), que abandonou a partida em dois sets. Pela segunda rodada ele bateu o colombiano Alejandro Falla em quatro sets. Já na terceira rodada venceu o canadense Vasek Pospisil por W.O. Na sequência ele derrotou o espanhol Tommy Robredo, nas oitavas de final, por 3 sets a 0, e parciais de 6/3, 7/6(3) e 7/6(5). Em seguida, pelas quartas de final, ele protagonizou a grande surpresa do torneio ao eliminar o então atual tricampeão da competição e número 2 do mundo, o sérvio Novak Djokovic. Wawrinka venceu o sérvio em duros cinco sets, pelas parciais de 2/6, 6/4, 6/2, 3/6 e 9/7. Na semifinal, ele derrotou o tcheco Tomas Berdych por 3 sets a 1, com parciais de 6/3, 6/7(1), 7/6(3) e 7/6(4), e se classificou pela primeira vez a uma final de Grand Slam. Já na decisão, ele derrotou o espanhol Rafael Nadal, este então n° 1 do mundo, por 3 sets a 1 e parciais de 6/3, 6/2, 3/6 e 6/3. Com esse triunfo, o suíço se tornou campeão do Grand Slam do Open da Austrália, popularmente conhecido como Aberto da Austrália. Esse foi o primeiro título de Grand Slam da carreira de Wawrinka.
Em abril, na superfície de saibro do Masters 1000 de Monte Carlo em Mônaco, o suíço Stanislas Wawrinka passou por Marin Cilic, Nicolas Almagro (W.O), Milos Raonic e David Ferrer para chegar a final do torneio. Onde na decisão, conquistou seu primeiro título de ATP Masters 1000 ao vencer o compatriota e amigo Roger Federer, de virada, por 4/6, 7/6 e 6/2.
Em maio, Wawrinka, então número três do ranking mundial, foi eliminado na primeira rodada do Grand Slam de Roland Garros, em Paris, ao ser batido pelo espanhol Guillermo García-López, por 3 sets a 1, e pelas parciais de 4/6, 7/5, 2/6 e 0/6.
Na sequência, o suíço Stanislas Wawrinka chegou a semifinal do ATP 250 de Queen's, em Londres, no Reino Unido. Mas foi impedido de alcançar a final do torneio ao ser derrotado pelo búlgaro Grigor Dimitrov.
Após vexame em Roland Garros, Wawrinka vence na estreia do Grand Slam de Wimbledon sem ser ameaçado. Pois, o suíço dominou o jogo e venceu o
português João Souza em três sets, com parciais de 6/3, 6/4 e 6/3, em
1 hora e 37 minutos. Em seguida, ele derrotou o taiwanês Yen-Hsun Lu por 3 sets a 1, com parciais de 7/6 (6), 6/3, 3/6 e 7/5. Depois, na terceira rodada, venceu o uzbeque Denis Istomin, em sets diretos, com parciais de 6/3, 6/3 e 6/4. Logo depois, venceu o espanhol Feliciano López, em duelo válido
pela oitavas de final, por 3 sets a 0, com parciais de 7/6 (5), 7/6 (7) e 6/3. Mas em seguida, pelas quartas de finais de Wimbledon, em um duelo de conterrâneos, Wawrinka perdeu para Roger Federer por 3 sets a 1, com parciais de 6/3, 6/7 (5/7), 4/6 e 4/6.
Assim como em Wimbledon, Stan Wawrinka também caiu nas quartas de finais do Grand Slam do US Open, o suíço batalhou durante cinco sets, mas após 4h15 de jogo, acabou sendo eliminado do Grand Slam americano pelo japonês Kei Nishikori pelas parciais de 3/6, 7/5, 7/6(7), 6/7(5) e 6/4.
No ATP 500 de Tóquio foi o cabeça de chave número 1 do torneio, mas não conseguiu sequer passar da primeira rodada, pois amargou uma surpreendente derrota
diante do convidado da casa Tatsuma Ito em sets diretos, com placar final de 5-7 e 2-6.
Já pelo Masters 1000 de Shanghai, apesar de ostentar a condição de cabeça de chave número 4 do torneio chinês, não conseguiu sequer passar da estreia e acabou surpreendido pelo francês Gilles Simon, perdendo de virada pelo placar final de 7-5, 5-7 e 4-6.
Jogando em casa, pelo ATP 500 da Basileia na Suíça, wawrinka caiu na estreia diante do cazaque Mikhail Kukushkin, que vinha embalado por uma boa campanha no ATP de Moscou. Em um jogo que
ficou paralisado ainda no início por conta de uma queda de energia no
ginásio, o suíço passou por altos e baixos e acabou eliminado do torneio pelo placar de 6/4, 6/7 (7-1) e 6/3 em 2h13 de jogo. Com o resultado, acumulou a quarta derrota consecutiva desde o US Open, quando perdeu para o Kei Nishikori – que ficou com o vice-campeonato da competição.
Depois de perder três estreias seguidas, o suíço Stan Wawrinka finalmente reencontrou o caminho das vitórias. Pois na estreia do Masters 1000 de Paris ele levou a melhor para cima do jovem austríaco Dominic Thiem em apertados dois sets, com placar final de 6/4 e 7/6 (8-6). Mas nas oitavas, o suíço então número 4 do mundo acabou derrotado, perdendo de virada para o sul-africano Kevin Anderson pelo placar final de 7/6 (7-2), 5/7 e 6/7 (3-7), em 2 horas e 50 minutos de batalha.
Pelo ATP World Tour Finals de 2014, em Londres, Wawrinka ficou em segundo lugar no grupo A, com duas vitórias sobre (Tomáš Berdych e Marin Čilić) e uma derrota para (Novak Djokovic). Na semifinal ele enfrentou o compatriota Roger Federer, que passou como primeiro do grupo B. E após uma batalha de 2 horas e 48 minutos de partida, o suíço Roger Federer salvou quatro match-points, aproveitou a única chance no jogo e derrotou Wawrinka por 2 sets a 1, parciais de 6-4, 5-7 e 6-7 (6/8).
No final de novembro, Stan Wawrinka levou seu país, que é a Suíça, ao título da Copa Davis, junto com Roger Federer, Marco Chiudinelli e Michael Lammer ao derrotar os tenistas da França na decisão por 3 a 1.
No final do ano, em preparação para a temporada 2015 e sem a pressão de jogar pelo resultado, Stan Wawrinka e Roger Federer jogaram uma partida de exibição em Zurique. Intitulado como "Jogo pela África 2", a partida teve a renda revertida para a Fundação Roger Federer que atua em seis países do continente africano, além de auxiliar crianças também na Suíça. Em quadra, o jogo terminou com vitória de Roger Federer por 6/7 (4-7) e 4/6.

### 2015: campeão doGrand Slam do Open da França
Antes de jogar sua primeira competição oficial em 2015, o suíço participou de um torneio amistoso em Abu Dhabi, ao lado de Novak Djokovic, Rafael Nadal, Andy Murray, Nicolás Almagro e Feliciano López. Lá, ele venceu Almagro na estreia e acabou derrotado na sequência por Djokovic e Nadal.
Stan Wawrinka iniciou sua temporada em busca do tricampeonato do ATP 250 de Chennai. E ele estreou no torneio indiano com uma boa vitória por 6-4 e 6-1 sobre o tenista revelação de 2014, o croata Borna Coric. Logo depois, em jogo válido pelas quartas de final, ele derrotou o experiente luxemburguês Gilles Müller pelo placar de 6-2 e 7-6 (7/4). Na semifinal, ele superou o belga David Goffin em sets diretos e placar final de 7/5 e 6/3. Já na decisão do torneio disputado na Índia, Wawrinka venceu o esloveno Aljaz Bedene por 2 sets a 0, com parciais de 6/3 e 6/4. Esse foi seu terceiro título de simples no ATP 250 de Chennai, já que também foi campeão em 2011 e 2014.
Em seguida, o suíço Stan Wawrinka disputou o Aberto da Austrália como 4° cabeça de chave do torneio. E ele estreou com vitória fácil no Grand Slam Australiano, pois arrasou o turco Marsel Ilhan por 3 sets a 0 e parciais de 6-1, 6-4 e 6-2. Na segunda rodada, ele teve um pouco mais de trabalho, mas conseguiu avançar, após bater o romeno Marius Copil por 3 sets a 0 e parciais de 7-6 (7/4), 7-6 (7/4) e 6-3. Pela terceira rodada, ele superou o finlandês Jarkko Nieminen, por 3 sets a 0, com parciais de 6-4, 6-2 e 6-4. Pelas oitavas de final, ele superou o espanhol Guillermo García-López, por 3 sets a 1, parciais de 7-6(2), 6-4, 4-6 e 7-6(8) em uma partida que teve 3 horas e 02 minutos de duração. Nas quartas de final, o suíço jogou um tênis de altíssimo nível, com uma combinação de saques potentes, voleios precisos e um backhand calibradíssimo. E assim, ele passou sem dificuldades pelo japonês Kei Nishikori por 3 sets a 0, parciais de 6-3, 6-4 e 7-6 (8/6). Já na próxima partida, pela semifinal, ele foi superado pelo sérvio Novak Djokovic. Stan Wawrinka jogou durante 3 horas e 30 minutos e perdeu pelo placar de 3 sets a 2, com parciais de 7/6 (7-1), 3/6, 6/4, 4/6 e 6/0.
Em fevereiro, foi quarto cabeça de chave no ATP 500 de Roterdã. E Stan Wawrinka teve trabalho para confirmar seu favoritismo na estreia do torneio em quadras duras e cobertas. O suíço, então oitavo colocado do ranking mundial masculino, precisou de três sets para vencer o holandês Jesse Huta Galung, então 248º lugar do ranking, por 6/3, 3/6 e 6/3. Nas oitavas de final, o suíço venceu o espanhol Guillermo García-López, de virada, pelas parciais de 6/7 (2), 6/4 e 6/2. Pelas quartas de final, ele eliminou o luxemburguês Gilles Muller por 2 sets a 0, com parciais de 7/6 (3) e 6/3. Na partida seguinte, válida pela semifinal, ele garantiu sua vaga na decisão do torneio ao vencer o canadense Milos Raonic em dois tiebreaks por 7/6 (7-3) e 7/6 (9-7). Já na final, com uma grande virada, o suíço derrubou o tcheco Tomas Berdych e seu poderoso saque para ficar com o título do ATP 500 de Roterdã, na Holanda. O suíço Stan Wawrinka, então número 8 do ranking mundial, derrotou Berdych por 2 sets a 1, com parciais de 4/6, 6/3 e 6/4. Esse foi seu segundo título do ano e o nono troféu de nível ATP na carreira.
Na semana seguinte, Stan Wawrinka estreou no ATP 250 de Marselha, na França, contra um de seus melhores amigos no circuito. Vindo de título em Roterdã, o suíço jogou contra o francês Benoit Paire e venceu em sets diretos por 6/2 e 6/3 em rápidos 58 minutos de partida. Mas, depois ele foi surpreendido nas quartas de final da competição francesa, pois o suíço não fez valer o favoritismo e se despediu do torneio em um duelo de três sets ao cair diante do ucraniano Sergiy Stakhovsky, por 6/4, 3/6 e 6/4.
Em março, jogou o Masters 1000 de Indian Wells nos Estados Unidos. Mas o suíço Stan Wawrinka, então número 7 do mundo, esteve em um dia irreconhecível em sua estreia no torneio e caiu diante do holandês Robin Haase, este então 104º do mundo, com parciais de 3/6, 6/3 e 3/6.
Após ser surpreendido na estreia em Indian Wells, Wawrinka, então número 8 do mundo, voltou a mostrar um jogo inconstante em sua estreia no Masters 1000 de Miami, mas mesmo assim conseguiu sair vitorioso diante do argentino Carlos Berlocq, então 68º do mundo, pelas parciais de 6/7(9), 7/5 e 6/2, e após 2 horas e 50 minutos de jogo. Em seguida, não conseguiu avançar as oitavas do Masters 1000 de Miami, pois foi eliminado pelo canhoto francês Adrian Mannarino, este então 32º do ranking e que até aquele momento jamais havia batido um tenista top 10 na carreira. A vitória do francês foi construída em dois tiebreaks, com parciais de 6/7(4) e 6/7(5).
Na sequência disputou o Masters 1000 de Monte Carlo, em Mônaco. E Stan Wawrinka, então número 9 do mundo, não poderia ter uma estreia melhor, pois em apenas 1 hora e 11 minutos de jogo, passou com 6/1 e 6/4 pelo argentino Juan Mónaco, este então 42º do mundo. Em seguida, o suíço foi eliminado nas oitavas de final do torneio pelo búlgaro Grigor Dimitrov, este então 11° do mundo, por 1/6 e 2/6, num encontro que durou apenas 55 minutos de partida.
Em seguida, disposto a apagar a eliminação em Monte Carlo, Stan Wawrinka confirmou o favoritismo e passou pelo
português João Sousa na estreia do Masters 1000 de Madrid, na Espanha. Onde então número 9 do ranking mundial e cabeça de chave n° 8 do torneio, ele precisou de 1 hora e 32 minutos de jogo para vencer o tenista luso por 2 sets a 0, com parciais de 7/6(1) e 7/5. Na sequência, em partida válida pelas oitavas de final do Masters 1000 de Madrid, o suíço não jogou seu melhor jogo e caiu diante de uma boa atuação do búlgaro Grigor Dimitrov, este então 11º do ranking mundial, pelo
segundo torneio seguido, com parciais de 6/7(5), 6/3 e 3/6.
Logo após a eliminação do Masters de Madrid, Stan Wawrinka disputou o Masters 1000 de Roma, na Itália. E mais uma vez teve muito trabalho para vencer na estreia de uma competição. Pois então número 9 do mundo, ele superou o
argentino Juan Mónaco de virada, por 2 sets a 1, e parciais de 4/6, 6/3 e
6/2. Na sequência, em duelo válido pelas oitavas de final, Wawrinka voltou a vencer dois jogos seguidos depois de cinco torneios disputados e afastou a má fase ao confirmar todos
os games de serviço diante do austríaco Dominic Thiem, este então 49º do mundo, avançando
com parciais de 7/6(3) e 6/4, em 1 hora e 37 minutos. Logo depois, pelas quartas de final, Wawrinka derrotou o espanhol Rafael Nadal, por 2 sets a 0, com parciais de 7/6(7) e 6/2, após 2 horas e 05 minutos de jogo. Já na semifinal, em duelo suíço, Wawrinka perdeu para o compatriota Roger Federer por 2 sets a 0, com parciais de 4/6 e 2/6, em apenas 55 minutos de jogo.
Na sequência, foi o principal favorito ao título do ATP 250 de Genebra, na Suíça. E Stan Wawrinka, então nono do mundo, precisou de três sets para vencer em sua estreia ao tcheco Lukas Rosol, este então 40º do mundo, por 2 sets a 1, com parciais de 6/4, 3/6 e 6/3. Mas em seguida, mesmo sendo principal cabeça de chave do torneio e número 9 do mundo, Wawrinka levou a
virada diante do canhoto argentino Federico Delbonis, e foi eliminado nas quartas de final, pelas parciais de
6/7(5), 6/4 e 4/6.
Dois dias depois de jogar em Genebra, na Suíça, Stan Wawrinka entrou em
quadra no saibro de Paris para estrear no Grand Slam de Roland Garros 2015 e venceu. Pois, então nono colocado no ranking mundial, o suíço não correu grandes riscos e derrotou o
turco Marsel Ilhan, este então 82º do mundo, por 3 sets a 0, com parciais de 6/3, 6/2 e 6/3,
em 1 hora e 36 minutos. Em seguida, pela segunda rodada, Wawrinka teve trabalho, mas conseguiu uma vitória por 3 sets a 1 (6/3, 6/4, 5/7 e 6/3) sobre o sérvio Dusan Lajovic, este então número
75 do mundo. Na sequência da competição, em confronto válido pela terceira rodada, Wawrinka não tomou conhecimento do norte-americano Steve Johnson e venceu por 3 sets a 0, com parciais de 6/4, 6/3 e 6/2. Depois, pelas oitavas de final, em jogo tranquilo, Wawrinka bateu o francês Gilles Simon por 3 sets a 0, com parciais de 6/1, 6/4 e 6/2. Logo após, em duelo suíço válido pelas quartas de final, venceu o compatriota Roger Federer, este então 2° no ranking mundial, por 3 sets a 0, com parciais de 6/4, 6/3 e 7/6(4). Logo depois, pela semifinal, após uma batalha de quase quatro horas, Wawrinka conseguiu
eliminar o francês Jo-Wilfried Tsonga e garantir sua vaga para disputar
pela primeira vez na carreira a final de Roland Garros. E o sérvio Novak Djokovic, este então n° 1 do ranking mundial, foi seu adversário na final, e após um grande jogo, Wawrinka fez 3 sets a 1, de virada, com parciais de 4/6, 6/4, 6/3 e 6/4. Esse foi o 2º título de Grand Slam do suíço no circuito profissional, já que em 2014, ele também conquistou o Grand Slam do Open da Austrália, campanha na qual também
passou pelo sérvio Djokovic. E assim como na conquista do Open da Austrália de 2014, em Roland Garros 2015 ele também venceu durante o torneio aos tenistas números 1 e 2 do ranking mundial de simples. Com a conquista, Wawrinka tornou-se no primeiro tenista em Roland Garros desde 1993 a vencer
os dois primeiros tenistas do ranking mundial. E o primeiro trintão a triunfar no Grand Slam francês desde 1990, quando o equatoriano Andres Gomez conquistou o torneio. Campeão de Roland Garros de maneira surpreendente, o suíço Stan Wawrinka também subiu de 9º para 4º do ranking mundial, sua melhor colocação desde janeiro.
Na sequência, precisou de 49 minutos para vencer o australiano Nick Kyrgios, este então número 28 do mundo, por 2 sets a 0, com parciais 6/3 e 6/4, pela primeira rodada do ATP 500 de Queen's. Em seguida, a série de oito vitórias consecutivas de Stanislas Wawrinka, então número
 4 do ranking mundial, foi encerrada. O
responsável foi o
sul-africano Kevin Anderson (então 17º do mundo), que derrotou o suíço em dois tiebreaks e pelas parciais de 6/7(4) e 6/7(11), em partida válida pela segunda
rodada (oitavas) do tradicional ATP 500 de Queen's, disputado na grama de Londres.
Em seguida, Stanislas Wawrinka foi a Londres, no Reino Unido, para disputar o Grand Slam de Wimbledon, este disputado em quadras de grama. E ele estreou com confiança, pois precisou de 1 hora e 49 minutos para superar o português
João Sousa, este então número 45 do ranking mundial, por 3 sets a 0, com parciais 6/2, 7/5 e 7/6(4). Logo após, o suíço confirmou a boa fase com uma vitória fácil sobre o dominicano Victor Estrella Burgos (este então 48º do ranking mundial) por 6/3, 6/4 e 7/5, em 1 hora e 30 minutos de partida. Depois, em jogo válido pela terceira rodada, levou pouco menos de 2 horas para derrotar o espanhol Fernando Verdasco, este então 42º colocado do ranking mundial, em sets diretos, pelas parciais de 6/4, 6/3 e 6/4. Logo depois, precisou suar muito a camisa para avançar. Pois diante do belga David Goffin (este então 15º do ranking mundial), ele teve que superar dois tie-breaks para obter a vitória no duelo de oitavas: 7/6(3), 7/6(7) e 6/4, em 2 horas e 22 minutos de jogo. Na sequência, pelas quartas de final, nem o excelente momento vivido por Stan Wawrinka na atual temporada foi páreo para o jogo consistente de Richard Gasquet
em Wimbledon. Pois o francês, então 29º do ranking mundial, que já tinha despachado Grigor Dimitrov e Nick Kyrgios nas fases anteriores, foi valente, não se
intimidou quando esteve atrás do placar e derrotou o suíço por 3 sets a 2, com parciais de
4/6, 6/4, 6/3, 4/6 e 9/11, em 3 horas e 27 minutos de jogo. Com a derrota, Wawrinka desperdiçou a chance de se tornar o primeiro tenista a vencer o Torneio de Roland Garros e Wimbledon no mesmo ano desde 2010, quando o espanhol Rafael Nadal realizou o feito.
Em meados de agosto, Stan Wawrinka acabou sendo eliminado já em sua estreia no Masters 1000 Montreal, quando acabou amargando uma noite para esquecer em sua carreira. Por causa de dores lombares, ele abandonou o confronto que travava com o australiano Nick Kyrgios quando perdia o terceiro set por 4/0, depois de ter vencido o primeiro por 7/6 (10/8) e sido batido por 6/3 no segundo. Além disso, ele deixou a quadra indignado com uma provocação do seu adversário, que qualificou como "inaceitável" após o duelo. Por meio de uma página no Twitter, ele cobrou uma punição da ATP a Kyrgios depois que um dos microfones que captavam o som na quadra da partida flagraram ele dizendo que Thanasi Kokkinakis, outro tenista da Austrália, já dormiu com a croata Donna Vekic, que era declaradamente uma namorada de Wawrinka. Na semana seguinte, Stan Wawrinka teve bastante trabalho, mas levou a melhor em sua estreia no Masters de 1000 Cincinnati. Na primeira partida após a polêmica em que se envolveu em Montreal, ele derrotou o jovem croata Borna Coric de virada, por 2 sets a 1, com parciais de 3/6, 7/6 (7/3) e 6/3. Seguindo na competição, ele teve pela frente outro croata, o experiente Ivo Karlovic. E ele precisou lutar muito para superar Karlovic nas oitavas de finais. Em partida que teve 2h37min de duração, e nenhuma quebra de serviço, Wawrinka marcou 2 sets a 1, parciais de 6/7(2), 7/6(5) e 7/6(5). Mas em seguida, pelas quartas de final, Wawrinka perdeu por duplo 6/4 para o sérvio Novak Djokovic, este então o tenista número 1 do mundo.
Em setembro, considerado como um dos favoritos a conquistar o US Open, o suíço Stan Wawrinka sofreu para vencer o espanhol Albert Ramos e conquistar vaga na segunda rodada do Grand Slam americano, o último da temporada. Wawrinka precisou de duas horas e 15 minutos para superar Ramos, que ocupava a 58º posição no ranking mundial, por 3 sets a 0, parciais de 7-5, 6-4 e 7-6 (6). Em seguida, Wawrinka venceu o coreano Hyeon Chung, por triplo 7-6, avançando para a terceira rodada. Onde ele impôs seu estilo forte de jogo e carimbou sua vaga ao bater o belga Ruben Bemelmans por 3 sets a 0, parciais de 6/3, 7/6 (7/5) e 6/4. Na sequência, pelas oitavas de final, Wawrinka precisou superar os próprios erros e um embalado Donald Young para avançar. Com um início de jogo irregular, ele foi crescendo ao longo da partida para superar o norte-americano por 3 sets a 1, com parciais de 6/4, 1/6, 6/3 e 6/4. Com o triunfo, Wawrinka se qualificou para enfrentar o sul-africano Kevin Anderson nas quartas de final. Onde ele dominou completamente Anderson e com direito a pneu no terceiro set venceu por 6-4, 6-4 e 6-0. Mas em seguida, pelas semifinais, no duelo entre dois grandes amigos suíços, Roger Federer deu mais um show em quadra. Venceu com facilidade Stan Wawrinka por 3 sets a 0 - com parciais de 6/4, 6/3 e 6/2, em 1 hora e 32 minutos.
No final de setembro, então número 4 do mundo, Wawrinka estreou no ATP 250 de Metz, na França, e não teve vida fácil diante do alemão Dustin Brown, 107º do ranking. Após ter perdido o primeiro set por 6/4, ele se impôs e alcançou a vitória de virada ganhando as parciais seguintes por 6/3 e 7/6(4). Em seguida, teria pela frente, nas quartas de final, o alemão Philipp Kohlschreiber. Mas Stan Wawrinka, desistiu da competição devido a uma entorse no tornozelo direito.
No início de outubro, principal favorito na chave do ATP 500 de Tóquio, no Japão, o suíço Stan Wawrinka, então quarto do ranking da ATP, teve boa estreia diante do experiente tcheco Radek Stepanek e venceu pelo placar de 7/5 e 6/3. Depois, pelas oitavas de final, encarou o convidado local Tatsuma Ito, então 127º do ranking. E Wawrinka confirmou seu favoritismo e avançou ao vencer por 2 sets a 1, parciais de 6-3, 2-6 e 6-4. O triunfo foi uma espécie de vingança, pois no ano anterior ele foi surpreendido justamente por Ito na estreia em Tóquio. Em seguida, contou com uma atuação segura, disparou 9 aces e não foi quebrado nas quartas de final, despachando o qualifier norte-americano Austin Krajicek, então 124º do ranking, por 6/3 e 6/4. Na sequência venceu o luxemburguês Gilles Muller, em partida válida pela semifinal, por 2 sets a 0, com parciais de 6/4 e 7/6 (7-5). Já na final, Wawrinka deu mais um sinal de que vivia seu melhor momento no circuito e conquistou o ATP 500 de Tóquio, seu quarto título no ano e 11º na carreira, ao vencer a final contra o francês Benoit Paire, um de seus melhores amigos no circuito, por 6/2 e 6/4 em 65 minutos de partida.
Na semana seguinte, pelo Masters 1000 de Xangai, Stan Wawrinka teve um pouco de trabalho para confirmar a sua condição de quarto cabeça de chave em sua estreia, mas bateu o sérvio Viktor Troicki por 2 sets a 0, com 7/6 (7/3)e 6/3. Depois, pelas oitavas de final, Wawrinka superou o campeão do US Open de 2014, o croata Marin Cilic, então 12º do ranking, por apertados 7/5, 6/7 (9/7) e 6/4 após batalha de 2h54min. Mas na partida seguinte, em apenas 1h02min, Rafael Nadal não tomou conhecimento e eliminou Wawrinka nas quartas de final por 2 sets a 0 (parciais de 6/2 e 6/1).
Posteriormente, já no final de outubro, disputou o ATP 500 da Basileia, na Suíça. E então segundo cabeça de chave do torneio e número quatro do mundo, Stan Wawrinka não teve sorte e decepcionou jogando em seu país de nascimento. Pois foi derrotado pelo croata Ivo Karlovic por 2 sets a 1, com parciais de 3/6, 7/6 (2) e 6/4, e deu adeus ao torneio suíço na primeira rodada.
No início de novembro, então número 4 do ranking da ATP, Stan Wawrinka estreou com o pé direito no Masters 1000 de Paris. Em seu primeiro jogo no torneio francês, o suíço venceu o australiano Bernard Tomic por 2 sets a 0, com parciais de 6/3 e 7/6 (6). Em seguida, pelas oitavas de final, foi melhor nos momentos decisivos das duas parciais e bateu o sérvio Viktor Troicki pelas parciais de 6/4 e 7/5, em 1h19. Na sequência, em dois sets bem disputados, Wawrinka derrotou o espanhol Rafael Nadal nas quartas de final com parciais de 7-6(8) e 7-6(7) em duas horas e 20 minutos de partida. Mas em seguida, pela semifinal, Wawrinka perdeu para o sérvio Novak Djokovic, este então número 1 do mundo, por 2 sets a 1, com parciais de 6/3, 3/6 e 6/0.
Na sequência, ainda em novembro, em jogo apertado, Wawrinka perde na primeira rodada da fase de grupos do ATP World Tour Finals por 2 sets a 0, com parciais de 6/3 e 6/2 para o espanhol Rafael Nadal. Dois dias depois, em partida válida pela segunda rodada da fase de grupos, Wawrinka salvou set point na primeira parcial e levou a melhor na partida contra o espanhol David Ferrer pelo placar de 2 sets a 0, com parciais de 7-5 e 6-2, em 1h32min. Em seguida, pela terceira rodada da fase de grupos, Wawrinka venceu a partida decisiva contra o britânico Andy Murray por 2 sets a 0, parciais de 7-6 (7-4) e 6-4, e garantiu vaga nas semifinais do torneio, onde enfrentou o amigo e conterrâneo Roger Federer. No entanto, Wawrinka não teve sorte, pois após um 1º set duro, Federer passeia no 2º e vence a partida por 2 sets a 0, parciais de 7/5 e 6/3.

### 2016
A primeira partida oficial de Stan Wawrinka na temporada de 2016 não poderia ser mais positiva. Então número 4 do mundo, ele precisou de apenas 52 minutos para marcar 6/3 e 6/2 e vencer o jogo de estreia no ATP 250 de Chennai diante do russo então com 18 anos Andrey Rublev, ex-número 1 juvenil e já 185º colocado como profissional. Dois dias depois despachou o espanhol Guillermo García-López em sets diretos, com parciais de 6/4 e 6/4. Na sequência, pela semifinal, passou pelo francês Benoit Paire, onde precisou de apenas uma hora e seis minutos para confirmar a vitória por 2 sets a 0, parciais de 6-3 e 6-4. Na decisão, a história se repetiu mais uma vez no ATP 250 de Chennai. Assim como fez nos dois anos anteriores, Wawrinka conquistou o título do torneio sem perder sets. Na final, ele confirmou a condição de principal favorito e superou o jovem croata Borna Coric, cabeça de chave 8, por 2 sets a 0, em parciais de 6/3 e 7/5. Esta foi a quarta conquista de Wawrinka no evento indiano, repetindo os feitos de 2015, 2014 e 2011. No dia 11 de setembro de 2016, Stan Wawrinka venceu Novak Djokovic na final do US Open, parciais de 6/7(1), 6/4, 7/5 e 6/3, conquistando, assim, seu terceiro título de Grand Slam.
2024
Ao vencer a primeira rodada do Shanghai open contra Giovanni Mpetshi Perricard 7/6 (2), 7/6 (6), Stan Wawrinka se torna aos 39 anos o terceiro homem mais velho a vencer uma partida de Masters 1000. Desde 2016 não vencia uma partida em Shanghai.

## Grand Slam

### Simples (3 títulos, 1 vice)
| Resultado | Ano  | Campeonato      | Piso   | Oponente       | Placar             |
| --------- | ---- | --------------- | ------ | -------------- | ------------------ |
| Campeão   | 2014 | Australian Open | Duro   | Rafael Nadal   | 6–3, 6–2, 3–6, 6–3 |
| Campeão   | 2015 | Roland-Garros   | Saibro | Novak Djokovic | 4–6, 6–4, 6–3, 6–4 |
| Campeão   | 2016 | US Open         | Duro   | Novak Djokovic | 6–7, 6–4, 7–5, 6–3 |
| Vice      | 2017 | Roland-Garros   | Saibro | Rafael Nadal   | 2–6, 3–6, 1–6      |

### Olimpíadas

#### Duplas: 1 (1 ouro)
| Resultado | Ano  | Campeonato | Piso | Parceiro      | Oponentes                      | Placar                  |
| --------- | ---- | ---------- | ---- | ------------- | ------------------------------ | ----------------------- |
| Ouro      | 2008 | Beijing    | Duro | Roger Federer | Simon Aspelin Thomas Johansson | 6–3, 6–4, 6–7(4–7), 6–3 |

### Masters 1000

#### Simples: 4 (1 título, 3 vices)
| Resultado | Ano  | Campeonato   | Piso   | Oponente       | Placar             |
| --------- | ---- | ------------ | ------ | -------------- | ------------------ |
| Vice      | 2008 | Roma         | Saibro | Novak Djokovic | 6–4, 3–6, 3–6      |
| Vice      | 2013 | Madrid       | Saibro | Rafael Nadal   | 2–6, 4–6           |
| Campeão   | 2014 | Monte Carlo  | Saibro | Roger Federer  | 4–6, 7–6(7–5), 6–2 |
| Vice      | 2017 | Indian Wells | Duro   | Roger Federer  | 4/6, 5/7           |

#### Duplas: 1 (1 vice)
| Resultado | Ano  | Campeonato   | Piso | Parceiro      | Oponentes                          | Placar                |
| --------- | ---- | ------------ | ---- | ------------- | ---------------------------------- | --------------------- |
| Vice      | 2011 | Indian Wells | Duro | Roger Federer | Alexandr Dolgopolov Xavier Malisse | 4–6, 7–6(7–5), [7–10] |

### Simples: 28 (16 títulos, 12 vices)
| Legenda (Simples)                                               |
| Grand Slam (3-1)                                                |
| Tennis Masters Cup / ATP World Tour Finals (0)                  |
| ATP Masters Series / ATP World Tour Masters 1000 (1-3)          |
| ATP International Series Gold / ATP World Tour 500 Series (3-1) |
| ATP International Series / ATP World Tour 250 Series (9-7)      |

| Títulos por piso |
| Duro (9-5)       |
| Saibro (7-6)     |
| Grama (0-1)      |
| Carpete (0)      |

| Posição | N.  | Data                     | Torneio                                  | Piso     | Oponente na final | Placar da final    |
| Vice    | 1.  | 4 de Julho de 2005       | Gstaad, Suíça                            | Saibro   | Gastón Gaudio     | 6–4, 6–4           |
| Campeão | 2.  | 24 de Julho de 2006      | Umag, Croácia                            | Saibro   | Novak Djokovic    | 6–6, ret.          |
| Vice    | 3.  | 22 de Julho de 2007      | Stuttgart, Alemanha                      | Saibro   | Rafael Nadal      | 6–4, 7–5           |
| Vice    | 4.  | 14 de Outubro de 2007    | Viena, Austria                           | Duro (i) | Novak Djokovic    | 6–4, 6–0           |
| Vice    | 5.  | 5 de Janeiro de 2008     | Doha, Qatar                              | Duro     | Andy Murray       | 6–4, 4–6, 6–2      |
| Vice    | 6.  | 11 de Maio de 2008       | Roma, Itália                             | Saibro   | Novak Djokovic    | 4–6, 6–3, 6–3      |
| Vice    | 7.  | 4 de Janeiro de 2010     | Chennai, India                           | Duro     | Marin Čilić       | 7–6(2), 7–6(3)     |
| Campeão | 8.  | 11 de Abril de 2010      | Casablanca, Marrocos                     | Saibro   | Victor Hănescu    | 6–2, 6–3           |
| Campeão | 9.  | 9 de Janeiro de 2011     | Chennai, Índia                           | Dura     | Xavier Malisse    | 7-5, 4-6, 6-1      |
| Vice    | 10. | 12 de Maio de 2013       | Madrid, Espanha                          | Saibro   | Rafael Nadal      | 2-6, 4-6           |
| Campeão | 11. | 26 de Janeiro de 2014    | Aberto da Austrália                      | Dura     | Rafael Nadal      | 6-3, 6-2, 3-6, 6-3 |
| Campeão | 7.  | 20 de Abril de 2014      | Monte-Carlo Masters, Mônaco              | Saibro   | Roger Federer     | 4–6, 7–6(7–5), 6–2 |
| Campeão | 13. | 11 de Janeiro de 2015    | Chennai Open, Índia (3)                  | Duro     | Aljaž Bedene      | 6–3, 6–4           |
| Campeão | 14. | 15 de Fevereiro de 2015  | Rotterdam Open, Holanda                  | Duro (i) | Tomáš Berdych     | 4–6, 6–3, 6–4      |
| Campeão | 15. | 7 de Junho de 2015       | Aberto da França                         | Saibro   | Novak Djokovic    | 4–6, 6–4, 6–3, 6–4 |
| Campeão | 16. | 11 de Outubro de 2015    | Japan Open                               | Duro     | Benoit Paire      | 6-2, 6-4           |
| Campeão | 17. | 10 de janeiro de 2016.   | Chennai Open, Índia                      | Duro     | Borna Coric       | 63 75              |
| Campeão | 18. | 27 de fevereiro de 2016. | Dubai, U.A.E                             | Duro     | Marcos Baghdatis  | 64 76(15–13)       |
| Campeão | 19. | 21 de maio de 2016.      | Geneva, Suíça                            | Saibro   | Marin Cilic       | 64 76(13–11)       |
| Campeão | 20. | 11 de setembro de 2016.  | Aberto dos Estados Unidos (US Open), EUA | Duro     | Novak Djokovic    | 67(7–1) 64 75 63   |
| Vice    | 21. | 29 de setembro de 2016.  | São Petesburgo, Rússia                   | Duro     | Alexander Zverev  | 26 63 57           |
| Vice    | 22. |                          |                                          |          |                   |                    |

{|
|- valign=top
|
| Legenda                           |
| --------------------------------- |
| Olimpíadas (1–0)                  |
| Grand Slam (0)                    |
| ATP World Tour Finals (0)         |
| ATP World Tour Masters 1000 (0–1) |
| ATP World Tour 500 Series (0–0)   |
| ATP World Tour 250 Series (1–3)   |

|
| Títulos por Piso |
| ---------------- |
| Duro (2–2)       |
| Saibro (0–2)     |
| Grama (0–0)      |
| Carpete (0–0)    |

|}
| Resultado | N. | Data                  | Torneio                                   | Piso   | Parceiro             | Oponentes                          | Placar                  |
| --------- | -- | --------------------- | ----------------------------------------- | ------ | -------------------- | ---------------------------------- | ----------------------- |
| Vice      | 1. | 11 de Julho de 2004   | Allianz Suisse Open Gstaad, Gstaad, Suíça | Saibro | Marc Rosset          | Leander Paes David Rikl            | 4–6, 2–6                |
| Vice      | 2. | 7 de Julho de 2008    | Allianz Suisse Open Gstaad, Gstaad, Suíça | Saibro | Stéphane Bohli       | Jaroslav Levinský Filip Polášek    | 6–3, 2–6, [9–11]        |
| Campeão   | 1. | 16 de Agosto de 2008  | Beijing, China                            | Duro   | Roger Federer        | Simon Aspelin Thomas Johansson     | 6–3, 6–4, 6–7(4–7), 6–3 |
| Vice      | 3. | 11 de Janeiro de 2009 | Chennai Open, Chennai, Índia              | Duro   | Jean-Claude Scherrer | Eric Butorac Rajeev Ram            | 3–6, 4–6                |
| Vice      | 4. | 19 de Março de 2011   | Indian Wells Masters, Indian Wells, EUA   | Duro   | Roger Federer        | Alexandr Dolgopolov Xavier Malisse | 4–6, 7–6(7–5), [7–10]   |
| Campeão   | 2. | 6 de Janeiro de 2013  | Chennai Open, Chennai, Índia              | Duro   | Benoît Paire         | Andre Begemann Martin Emmrich      | 6–2, 6–1                |